# 近藤次郎
近藤次郎（日语：／ Kondō Jirō */?，1917年1月23日—2015年3月29日），日本航空工程专家，东京大学名誉教授。

## 生平
1917年生于滋贺县，1941年毕业于京都帝国大学理学部数学科，1945年毕业于东京大学工学部航空学科。历任陆军航空技术大尉，东京大学工学部讲师，1954年任东京大学工学部助教授，1958年任教授。1975年任东京大学工学部部长。1977年退休，任东京大学名誉教授。1977年受聘为千叶大学工学部教授、国立公害研究所副所长。1980年至1985年任所长。1985年至1994年，任日本学术会议会长。1994年就任國際科學技術財團理事长。2015年3月29日因肺炎逝世。

## 荣誉
- 1966年 - 戴明獎
- 1990年 - 勋一等瑞宝章
- 1992年 - 紫綬褒章
- 1995年 - 文化功勞者
- 2002年 - 文化勋章[3]
- 2003年 - 太空探索者协会列昂诺夫奖章